# Southern Airways Express
Southern Airways Express ist eine regionale Fluggesellschaft mit Sitz in den USA und Hauptsitz in Hernando, Mississippi. Southern Airways Express fungiert als lokale Fluggesellschaft für mehrere Städte im Süden der USA und bietet Linienflugdienste in den Mittelatlantikstaaten an, die von der Bundesregierung der Vereinigten Staaten im Rahmen des Essential Air Service (EAS) subventioniert werden.
In der Region des Golfs von Mexiko operiert Southern von Exekutivterminals an Primärflughäfen aus. Dies bedeutet, dass Passagiere weder an den Hauptpassagierterminals einchecken noch die Sicherheitsüberprüfung der Transportation Security Administration (TSA) durchlaufen müssen.
Auf den mittelatlantischen Niederlassungen von Southern, zu dem der Pittsburgh International Airport und der Baltimore-Washington International Airport gehören, steigen Passagiere über die primären gesicherten Terminals (TSA) ein und aus. Im Juni 2018 wurde Southern ein Interline-Partner von American Airlines, was Single-Ticketing und Gepäcktransfers zwischen Southern und American erlaubt.

## Geschichte
Die Fluggesellschaft führte im Juni 2013 ihren ersten Flug vom Olive Branch Airport in der Nähe von Memphis, Tennessee durch.
Die ersten Flugziele waren unter anderen University-Oxford Airport, Birmingham-Shuttlesworth International Airport, New Orleans Lakefront Airport und Northwest Florida Beaches International Airport.
Im Herbst 2015 flog Southern Airways im Auftrag von Seaport Airlines, stellte diese Flüge aber nach der Insolvenz der Seaport Airlines im Januar 2016 wieder ein. Im Dezember 2016 übernahm Southern Airways die Seaport Airlines-Routen zu den Flughäfen Boone County Airport in Harrison, Arkansas, Hot Springs Memorial Field Airport und South Arkansas Regional Airport.
Am 7. März 2016 gab Southern Airways Express bekannt, dass Sun Air Express in Fort Lauderdale übernommen wird. Damit war Southern Airways zu diesem Zeitpunkt zweitgrößte Fluggesellschaft am Pittsburgh International Airport.
Weiter folgte die Expansion zum Nashville International Airport und im Oktober 2018 mit einer neuen Niederlassung am Palm Beach International Airport sowie Start des Services am Key West International Airport und Tampa International Airport im November 2018.
Am 12. Februar 2019 gab Southern Airways bekannt, dass sie die hawaiianische Fluggesellschaft Mokulele Airlines übernehmen werde. Mokulele fliegt mit hauptsächlich mit Regionaljets wie Cessna Grand Caravan und Pilatus PC-12. Das kombinierte Unternehmen führt mit etwa 1300 Flügen mehr Regionalflüge wöchentlich in den USA durch als jede andere Regionalfluggesellschaft.
Am 19. Mai 2022 wurde bekannt gegeben, dass die Muttergesellschaft Southern Airways Corporation mit Surf Air fusionieren wird. Surf Air ist dabei die übernehmende Gesellschaft.

## Flotte
Mit Juli 2022 besteht die Flotte der Southern Airways aus:
| Flugzeugtyp            | Anzahl | Sitze | Bemerkung |
| ---------------------- | ------ | ----- | --------- |
| Beechcraft BE200       | 3      | 9     | 8–10      |
| Cessna 208 Caravan     | 30     | 9     |           |
| Cessna Citation II     | 1      | 8     | Charter   |
| Piper PA-31 Chieftains | 2      | 9     |           |
| Saab 340B              | 2      | 33–37 |           |
| Total                  | 38     |       |           |